# Mary Ford
Mary Ford, nata Iris Colleen Summers (El Monte, 7 luglio 1924 – Arcadia, 30 settembre 1977), è stata una cantante statunitense.
Negli anni '50 ha registrato molti brani di successo con il celebre chitarrista e compositore Les Paul, col quale è stata sposata dal 1949 al 1964. Tra questi brani vi sono Bye Bye Blues, Vaya con Dios, The World Is Waiting for the Sunrise e How High the Moon.